# Luna (hordozórakéta)
A Luna hordozórakéta (oroszul: Луна 8К72; Восток-Л) szovjet hordozórakéta, melyet a kezdeti holdszondák célba juttatására használtak.

## Története
Az R–7 Szemjorka a legelső háromlépcsős interkontinentális ballisztikus rakéta (ICBM) továbbfejlesztésével hozták létre a szovjet űrrakéta-típusok többségét, így a Luna (8K72) hordozórakétát is. A Hold meghódítása során a második kozmikus sebesség elérésével a Luna–1, Luna–2 és a Luna–3 űreszközöket állította pályára. A három sikeres indítás mellett hat sikertelen kísérlet is volt. Első indítása 1958. szeptember 23-án, utolsó 1960. április 16-án volt.

## Jellemzői
Bruttó tömeg 277 000 kilogramm, törzsátmérő 2,68, hossza 30,84 méter. Szállítható tömeg 280–4000 kilogramm. A harmadik fokozat teljesítményének növelésére kifejlesztették az RD–109 rakétamotort, üzemanyagaként oxigén/UDMH került volna alkalmazásra. A robbanásveszély miatt új motorra és oxigén/kerozin hajtóműre szavaztak.
1. fokozat: bruttó tömeg 43 400 kilogramm, törzsátmérő 2,68, hossza 19 méter. Rakétamotorja RD–107 típus, hajtóanyaga lox/kerozin.
2. fokozat: bruttó tömeg 95 300 kilogramm, törzsátmérő 2,60, hossza 28 méter. Rakétamotorja RD–108 típus, hajtóanyaga lox/kerozin.
3. fokozat: bruttó tömeg 8100 kilogramm, törzsátmérő 2,56, hossza 2,84 méter. Rakétamotorja RD–0105 típus, hajtóanyaga lox/kerozin.